# José Roque Funes
José Roque Funes Sánchez (Panaholma, 1782 - Córdoba, 1862) fue un político y jurisconsulto argentino, cuarto (4.º) gobernador de Córdoba elegido constitucionalmente y rector de la Real Universidad de San Carlos y de Nuestra Señora de Monserrat.

## Orígenes
Nació en marzo de 1782 en Panaholma (Córdoba, Virreinato del Río de la Plata). Sus padres fueron Justo Roque Funes y Melchora Sánchez. En 1800 ingresó en la Real Universidad de San Carlos y de Nuestra Señora de Monserrat (actual Universidad Nacional de Córdoba), graduándose seis años después de doctor en jurisprudencia. Fue, posteriormente, profesor interino de Derecho canónico.
En 1814 es habilitado para el ejercicio de la abogacía, dada la escasez de estos profesionales. Se desempeñó como elector para nuevos diputados ante el Congreso de Tucumán en  representación de Los Talas, San Javier, Nono y Ambul, el 27 de diciembre de 1816; y como censor en la Academia de Jurisprudencia teórico-práctica en 1823.
En 1824 integró una comisión de prensa y, al año siguiente, fue elegido Representante provincial, siendo gobernador Juan Bautista Bustos. Posteriormente, pasó a desempeñarse como Camarista del Superior Tribunal de Apelaciones (1826) y Asesor general (1827). En 1831, se desempeñó como presidente de la Cámara de Justicia.

## Gobernador de Córdoba
El 2 de junio de 1831, la Legislatura lo nombró Gobernador de Córdoba en lugar de Mariano Fragueiro. Eligió como secretario a Dionisio Centeno, y nombró a José Vicente Reynafé en el cargo de comandante general de Armas y a Antonio Navarro como jefe de Policía.
Funes comunicó a los gobiernos de Mendoza, San Juan, San Luis y La Rioja, el cambio de gobierno que acababa de tener lugar y dirigió un oficio al Gobernador de Buenos Aires, manifestándole su deseo de cultivar buenas relaciones con los gobiernos de las demás provincias.
Decretó que todo individuo que insultare o atentare a los derechos de otro a causa de la diferencia de opiniones políticas, sería multado, tras justificarse el hecho por un juicio sumario. El 25 de junio de 1831 dispuso el regreso de los habitantes de la campaña en la Ciudad de Córdoba, que no tuviesen forma de subsistencia; eliminando los auxilios que anteriormente se les suministraban. Ordenó igualmente que toda persona que tuviera en su poder muebles o alhajas pertenecientes al ex gobernador Bustos usurpadas durante la administración anterior, las presentase en el departamento de policía, declarando su procedencia.
En agosto, el Dr. Funes elevó a la Legislatura la exposición que hacía de su conducta y manejo en los dos meses que la presidió y del estado que tenía al separarse de su administración. Por entonces, las tropas santafesinas cometían excesos en Córdoba y Funes, apegado a la ley, renunció para asumir el rectorado de la Universidad. El 7 de agosto lo sucedió en el gobierno de Córdoba, José Vicente Reynafé.
Casado con Josefa de Allende y Torres, permaneció ligado al federalismo y al Gobierno de la Provincia de Córdoba. Su hija se casó con José Antonio Reynafé y su hijo, con la hija de Manuel López.

## Docente y magistrado
En 1833, fue designado catedrático de Derecho Civil. Integró, junto con Fernando Flores, Joaquín de la Silva y Pedro Antonio de Nis, la comisión clasificadora y confiscadora de bienes creada tras la revolución de 1840. El 2 de marzo de 1841 reemplazó a Atanasio Vélez en la cátedra de Derecho Civil, y en 1842, fue nombrado Fiscal de Estado.
En cumplimiento de la norma del artículo 91.º de la Constitución Argentina de 1853, el 26 de agosto de 1854 Justo José de Urquiza, en su carácter de Presidente de la Confederación Argentina, lo nombró para integrar la Corte Suprema de Justicia, el máximo órgano judicial confederado. Pero contingencias de orden jurídico y político, motivaron que esta Corte nunca funcionara hasta que, el 30 de octubre de 1860, el presidente Derqui -ante la reforma constitucional de ese año- dejó sin efecto tales nombramientos. Funes, falleció en 1862.